# Copșa Mică
Copșa Mică (în maghiară Kiskapus, în traducere „Poarta Mică”, în dialectul săsesc Klîkôpeš, Kopeš, Kli-Kopesch, în germană Klein-Kopisch, Kleinkopisch) este un oraș în județul Sibiu, Transilvania, România. Aici au conviețuit de-a lungul secolelor maghiari, sași și români. În perioada comunistă au fost construite două fabrici care au adus orașului o faimă negativă în întreaga lume, localitatea devenind cunoscută mai ales pentru poluarea cu negru de fum. La recensământul din 2021 au fost înregistrați 4.570 de locuitori. Orașul Copșa Mică cuprinde de asemenea și fosta localitate Proștea Mică. În anii 1960 exista o colonie muncitorească actualmente înglobată în oraș, numită Colonia Laborator.

## Geografie
Orașul Copșa Mică este situat în partea de nord-vest a județului Sibiu, la confluența râurilor Târnava Mare cu Vișa (Weißbach). Traversat de DN 14, este situat la 43 km de reședința de județ, 12 km de municipiul Mediaș și la 33 km față de municipiul Blaj pe DN 14B.
Orașul Copșa Mică are o suprafață de 2 590 hectare din care 278 hectare în intravilanul localității.
Localitatea se învecinează la nord cu comuna și stațiunea Bazna, la nord-est cu comuna Târnava și municipiul Mediaș, la est cu comuna Valea-Viilor (Vorumloc), la sud cu comuna Axente Sever (Frâua), iar la vest cu Micăsasa.
Orașul este amplasat în culoarul depresionar al râului Târnava Mare, înconjurat de dealuri.
Rețeaua hidrografică este dominată de râurile Târnava Mare și Vișa și mai cuprinde o serie de pârâuri care se varsă în cele două râuri (fără potențial energetic).
Temperatura medie anuală este de 8,6oC. Clima este temperat continentală, cu ierni blânde și veri călduroase. Precipitațiile variază între 900 și 1 300 mm/m2.

## Istorie
Urmele arheologice au fost cercetate și studiate de Institutul de Arheologie din Cluj și Muzeul Municipal din Mediaș. S-au descoperit mai multe urme materiale care atestă prezența vieții și a omului pe aceste meleaguri.
Așezarea preistorică se află pe panta joasă a dealului din sud-vestul orașului. Au fost scoase la iveală bucăți de chirpici și impresiuni de nuiele, ceramică fragmentară. Pe malul drept al pârâului Visa cu ocazia exploatării unei cariere de nisip s-a descoperit un molar aparținând unui mamut (Mamuthus Primigenius Blumb) și urmele unei așezări din bronzul timpuriu. Aceste materiale au fost donate Muzeului din Mediaș.
În timpul amenajării construcțiilor pentru ștrand au fost identificate un șirag de mărgele confecționate din cochilii de scoici perforate și scheletul unui adult, precum și urmele unei locuințe semîngropate aparținând perioadei hallstattiene. Locuința cuprindea o vatră de foc și mai multe vase de lut care datează din mileniul II î.e.n.. Alte săpături efectuate în 1958 de profesorul Nicolae Lupu din Sibiu în colaborare cu profesorul Nicolae Drăgan din Mediaș, au scos la iveală un mormânt de inhumație cu numeroase obiecte de inventar: o fibulă, un inel de argint, două mărgele din foiță de aur, o bucată dintr-o toartă de bronz cu proteme de șarpe, un dentar republican (229-217 î.e.n.), un antonomian de la Filip Arabul (244-248 e.n.), o bucată dintr-o zăbală, o placă de bronz, o fusaiolă de lut ars. Mormântul prin natura inventarului său este de factură română și aparține unei persoane din rândul populației romane din secolul al III-lea e.n.. În jurul mormântului s-au găsit cioburi de vase lucrate cu roata olarului, bine arse de culoare roșie-gălbuie sau gri închis. 

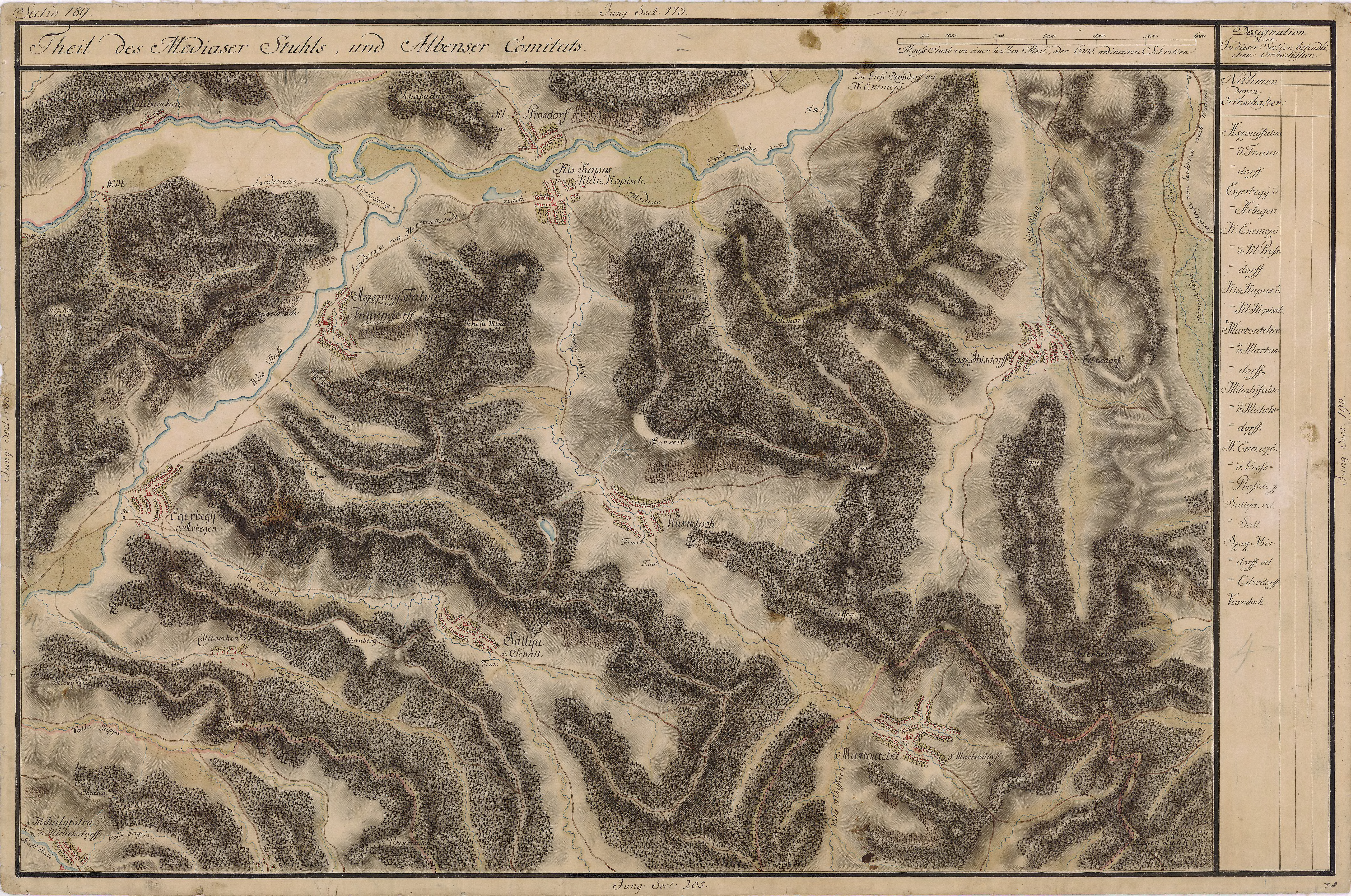
Copșa Mică în Harta Iosefină a Transilvaniei, 1769-1773

Cel mai important punct arheologic se poate considera Dealul Cetății (Burc) unde s-au descoperit o serie de materiale de valoare istorică: resturile unui schelet de rinocer (Rhinoc. Trichorn. Et. Cerv. Capriolius), obiecte din bronz aparținând culturii Witenberg și o monedă de bronz de factură tracică din secolul I î.e.n.. Pe Dealul Cetate au fost localizate vestigii romane și resturile unui mormânt din secolul al IV-lea e.n., iar pe terasele sud-estice ale actualei așezări s-au descoperit fragmente ceramice din secolele al XI-lea - al XII-lea - semne evidente ale vetrei satului medieval. Centrul așezării s-a mutat dintr-o parte în alta datorită în parte intervenției procesului de migrație a popoarelor, proces atestat în Copșa prin descoperirea unor fragmente de ceramică cenușie.
Dacă vechea așezare nu s-a menținut tot timpul în același loc se datorează și istoriei frământate a Transilvaniei în prima parte a evului mediu.
Atestarea documentară propriu-zisă a așezării medievale apare în ordinea cronologică sub denumirea: 
- Kapws - 1263;
- Copus -1283;
- Kapus - 1296;
- Parva Kabaz - 1402;
- Kopps Minor - 1415;
- Kyss Kappyss - 1429;
- Magyar Kapus - 1733;
- Kopse - 1750;
- Klein Kopische - Copșa Mică - 1850.

În anul 1402 regele Sigismund de Luxemburg a scos, la cererea greavilor din Mediaș, Copșa de sub jurisdicția comitelui secuilor. În anul 1415 a fost menționat parohul romano-catolic Nicolae.
În anul 1510 Copșa Mică a fost atestat drept sat liber în cadrul scaunului Șeica Mică. Libertatea locuitorilor trebuia echivalată prin asigurarea pazei drumului comercial dintre Blaj și Sighișoara, care era o arteră principală din estul Transilvaniei.
Pe locul bisericii evanghelice actuale în secolul al XV-lea s-a construit un turn de pază în jurul căruia a luat ființă localitatea care azi constituie vatra veche a orașului. Bătrânii povestesc că acest turn era un mic punct de vamă pentru comercianții care circulau spre Mediaș și Blaj. De aici traducerea din limba maghiară „Poarta Mică”. Amenajarea căilor de comunicație atât șosele cât și căi ferate determină o dezvoltare mai pronunțată a localității. Între 1850-1867 se construiește drumul național Sibiu-Sighișoara-Brașov, iar în 1872 calea ferată Sibiu-Copșa Mică, la care s-a adăugat în același an calea ferată Teiuș–Brașov. Localitatea devine astfel un nod feroviar important. Dezvoltarea se datorează descoperirii și exploatării gazului metan. Prima sondă ia ființă în 1913 dar lucrările se întrerup datorită izbucnirii primului război mondial.

## Monografia orașului
Copșa Mică este atestată documentar din anul 1263. În anul 1402 regele Sigismund de Luxemburg a scos localitatea de sub jurisdicția comitelui secuilor. În anul 1415 în Copșa Mică exista parohia și biserica romano-catolică. În sec. al XVII-lea reforma principilor ardeleni din Transilvania a produs schimbări ale confesiunii locuitorilor, majoritatea devenind lutherani. Deși o parte a populației este de origine maghiară influența sașilor din zonă și-a spus cuvântul, determinând îmbrățișarea reformei lutherane. Atestarea populației românești se face la sfârșitul sec. al XVIII-lea, în analele bisericii romano-catolice amintindu-se de apariția unui număr de 12-15 familii de ortodocși. În 1864 familiile de români primesc de la un donator necunoscut o suprafață de teren unde își vor construi o mică biserică din lemn și actualul cimitir. În anul 1901 a fost construită o biserică greco-catolică din piatră, actuala biserică ortodoxă.
Pe locul bisericii evanghelice actuale, în secolul XV s-a construit un turn de pază în jurul căruia a luat ființă localitatea care azi constituie vatra veche a orașului. Bătrânii povestesc că acest turn era mic punct de vamă pentru comercianții care circulau spre Mediaș și Blaj. De aici traducerea din limba maghiară Poarta Mică.
Amenajarea căilor de comunicație – atât șosele cât și căi ferate – determină o dezvoltare mai pronunțată a localității. Între 1850-1867 se construiește drumul național Sibiu-Sighișoara-Brașov-Blaj-Copșa, iar în 1872 calea ferată Sibiu-Copșa, conectată în același an la calea ferată Teiuș–Brașov. Localitatea devine astfel un nod feroviar important. Dezvoltarea ulterioară se datorează descoperirii și exploatării gazului metan. Prima sondă ia ființă în 1913 dar lucrările se întrerup din cauza izbucnirii primului război mondial. În jurul anului 1935 apar primele semne ale industrializării localității. În anul 1961 localitatea a fost declarată oraș.

## Demografie
Componența etnică a orașului Copșa Mică
     Români (77,13%)
     Maghiari (4,81%)
     Romi (4%)
     Alte etnii (14,05%)
Componența confesională a orașului Copșa Mică
     Ortodocși (77,75%)
     Romano-catolici (3,06%)
     Evanghelici luterani (1,66%)
     Penticostali (1,14%)
     Alte religii (1,99%)
     Necunoscută (14,4%)
Conform recensământului efectuat în 2021, populația orașului Copșa Mică se ridică la 4.570 de locuitori, în scădere față de recensământul anterior din 2011, când fuseseră înregistrați 5.404 locuitori. Majoritatea locuitorilor sunt români (77,13%), cu minorități de maghiari (4,81%) și romi (4%). Din punct de vedere confesional, majoritatea locuitorilor sunt ortodocși (77,75%), cu minorități de romano-catolici (3,06%), evanghelici luterani (1,66%) și penticostali (1,14%), iar pentru 14,4% nu se cunoaște apartenența confesională.
|  | Graficele sunt indisponibile din cauza unor probleme tehnice. Mai multe informații se găsesc la Phabricator și la wiki-ul MediaWiki. |

Date: Recensăminte sau birourile de statistică - grafică realizată de Wikipedia

### Evoluție istorică
La recensământul din 1930 au fost înregistrați 1.170 locuitori, dintre care 785 maghiari, 346 români, 27 germani ș.a. Sub aspect confesional populația era alcătuită din 363 romano-catolici, 360 evanghelici, 243 ortodocși, 104 greco-catolici, 75 reformați ș.a.
În anul 1956 populația a crescut la 4.032 persoane, iar în anul 1980 la 6.938 persoane.
În comparație cu anul 1989 numărul locuitorilor din Copșa Mică a scăzut cu aproximativ un sfert. Sporul natural negativ depășește media pe județ.

## Politică și administrație
Orașul Copșa Mică este administrat de un primar și un consiliu local compus din 15 consilieri. Primarul, Nicolae-Bogdan Tăpălagă[*], de la Partidul Național Liberal, este în funcție din 1 noiembrie 2024. Începând cu alegerile locale din 2024, consiliul local are următoarea componență pe partide politice:
|  | Partid                                 | Consilieri | Componența Consiliului | Componența Consiliului | Componența Consiliului | Componența Consiliului | Componența Consiliului | Componența Consiliului | Componența Consiliului | Componența Consiliului | Componența Consiliului |
|  | -------------------------------------- | ---------- | ---------------------- | ---------------------- | ---------------------- | ---------------------- | ---------------------- | ---------------------- | ---------------------- | ---------------------- | ---------------------- |
|  | Partidul Național Liberal              | 9          |                        |                        |                        |                        |                        |                        |                        |                        |                        |
|  | Partidul Social Democrat               | 3          |                        |                        |                        |                        |                        |                        |                        |                        |                        |
|  | Alianța pentru Unirea Românilor        | 2          |                        |                        |                        |                        |                        |                        |                        |                        |                        |
|  | Uniunea Democrată Maghiară din România | 1          |                        |                        |                        |                        |                        |                        |                        |                        |                        |

## Infrastructură
Referitor la infrastructură, evoluția principalilor indicatori pe ansamblu prezintă o ușoară creștere în perioada 1989-1999. Astfel, lungimea străzilor orășenești în anul 1989 a fost de 17 km, crescând cu 1 km în anul 1999. Se remarcă o creștere cu doar 4 km în 1999 față de 1989, a lungimii străzilor modernizate.
Lungimea simplă a rețelei de distribuție a apei potabile a fost în 1989 de 5,3 km, cu 4,3 km mai mare decât cea din 1989. Lungimea rețelei de canalizare a rămas constantă, acoperind 30% din suprafața totală a orașului cu o lungime de 5,3 km. Restul de 70% din suprafața orașului nu are un sistem de canalizare propriu-zis. Lungimea conductelor de distribuție a gazelor naturale este de 28 km nemodificandu-se în anul 1999 față de anul 1989.
Localitatea se situează de-a lungul drumului național DN 14, care traversează orașul de la NE la SV (Sibiu-Sighișoara). Localitatea este traversată și de DN 14B (Copșa Mică-Blaj) și se află amplasată la o distanță de 43 km față de Aeroportul Sibiu.
Orașul Copșa Mică este important nod de cale ferată. Este traversat de magistrala feroviară 3 si linia de cale ferată Sibiu- Copșa Mică, linia 3 fiind dublă electrificată. Orașul este legat de capitala de județ printr-o linie simpla neelectrificată.
Orașul este cuplat la rețeaua telefonică naționala și internațională prin rețeaua de telecomunicație modernă (fibră optică) pusă în funcțiune în anul 1998. Există 1 125 de posturi telefonice private și 16 posturi publice. În oraș există acoperire a tuturor rețelelor de telefonie mobilă.
La sfârșitul anului 1999 fondul de locuințe a fost de 1 917 locuințe, înregistrând față de anul 1989 o scădere de 16 locuințe. Suprafața locuibilă în anul 1999 a fost de 67,681 m2 cu 3,9% mai mare decât în 1989. Ca formă de proprietate, ponderea o dețin locuințele în proprietate privată. Astfel, la nivelul anului 1999, acestea reprezentau 85,9% din total, iar in 1989 - 32,96%. Din punct de vedere cantitativ fiecărui locuitor îi revin 12,9 m2 de suprafață locuibilă.

## Sistemul educațional la nivel local
Populația școlară la nivelul orașului Copșa Mică a fost în anul școlar 2001-02 de 1 405 persoane. În orașul Copșa Mică funcționează 3 grădinițe (169 copii), 3 instituții școlare cu clasele I-VIII (805 elevi), un Grup școlar în care există un liceu (cu profilele real, uman, tehnic, resurse, servicii, informatică), un club al elevilor (cercuri de informatică, foto, sport, protecția mediului, teatru, ziaristică), o școală profesională, o școală complementară și o școală tehnică de maiștrii (505 elevi). Sistemele de învățământ sunt accesibile în limba română. Oferta de carte este bine reprezentată, în oraș existând o bibliotecă orășenească (474 cititori), 2 biblioteci în școlile generale. Cele trei biblioteci conțin 23 600 volume, iar biblioteca de la Casa de Cultură conține 15 300 volume.

## Poluarea
Orașul a avut reputația de cel mai poluat oraș din Europa până la accidentul nuclear de la Cernobîl. Aceasta a fost datorată emisiilor de la două fabrici din zonă:
- Carbosin, deschisă din 1936 până în 1993, care a produs negru de fum; emisiile sale au afectat zona timp de aproape 60 de ani, lăsând urme de cenușă pe case, copaci, animale și restul. Aceste urme încă sunt vizibile și astăzi.
- Sometra, cealaltă sursă de poluare, mai puțin vizibilă dar mult mai serioasă din punctul de vedere al impactului asupra sănătății localnicilor. Emisiile de la topitorie au contribuit la incidența ridicată a cancerului pulmonar și al impotenței, precum și o speranță de viață cu nouă ani mai mică decât media națională.

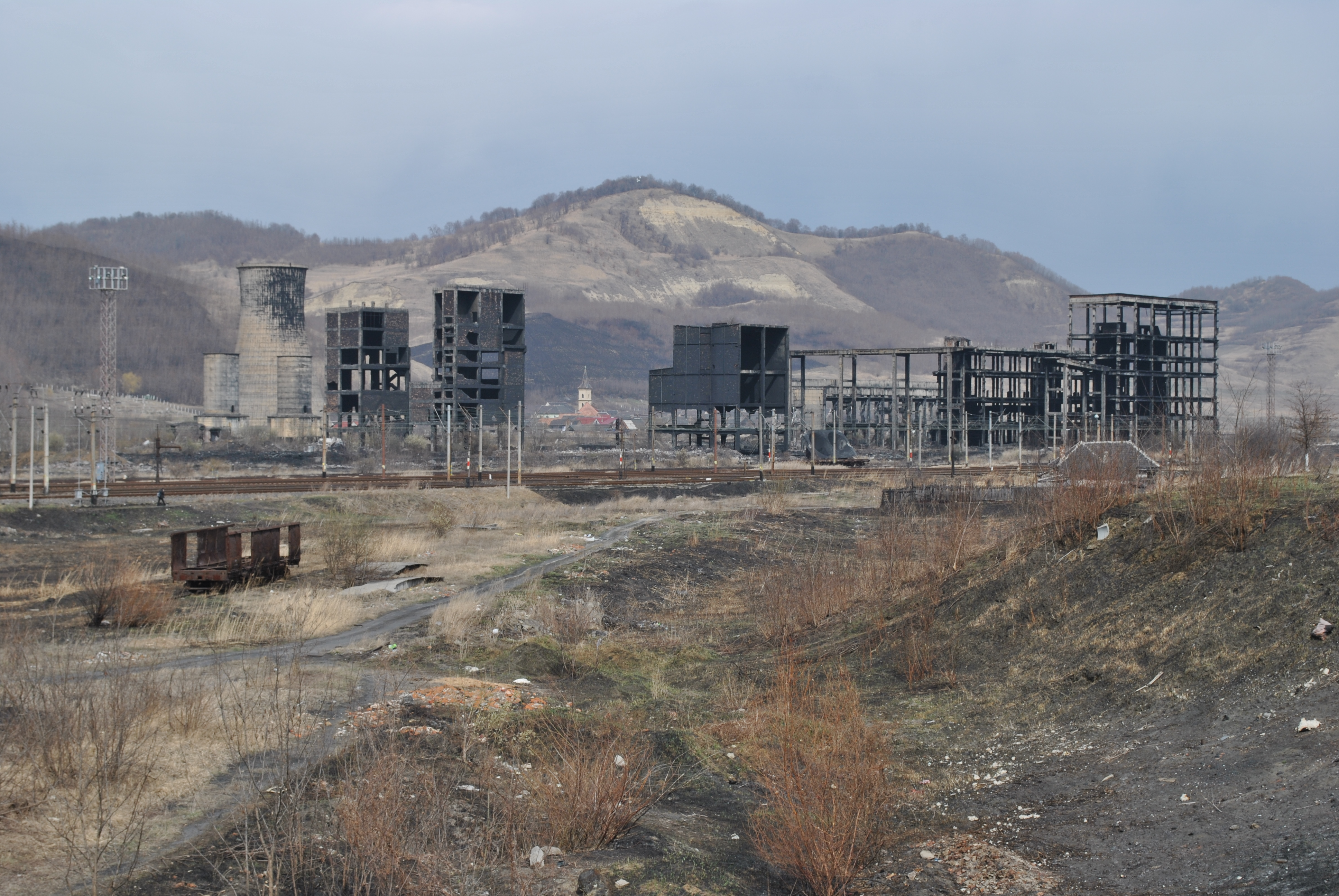
Resturile fabrici Carbosin în 2012

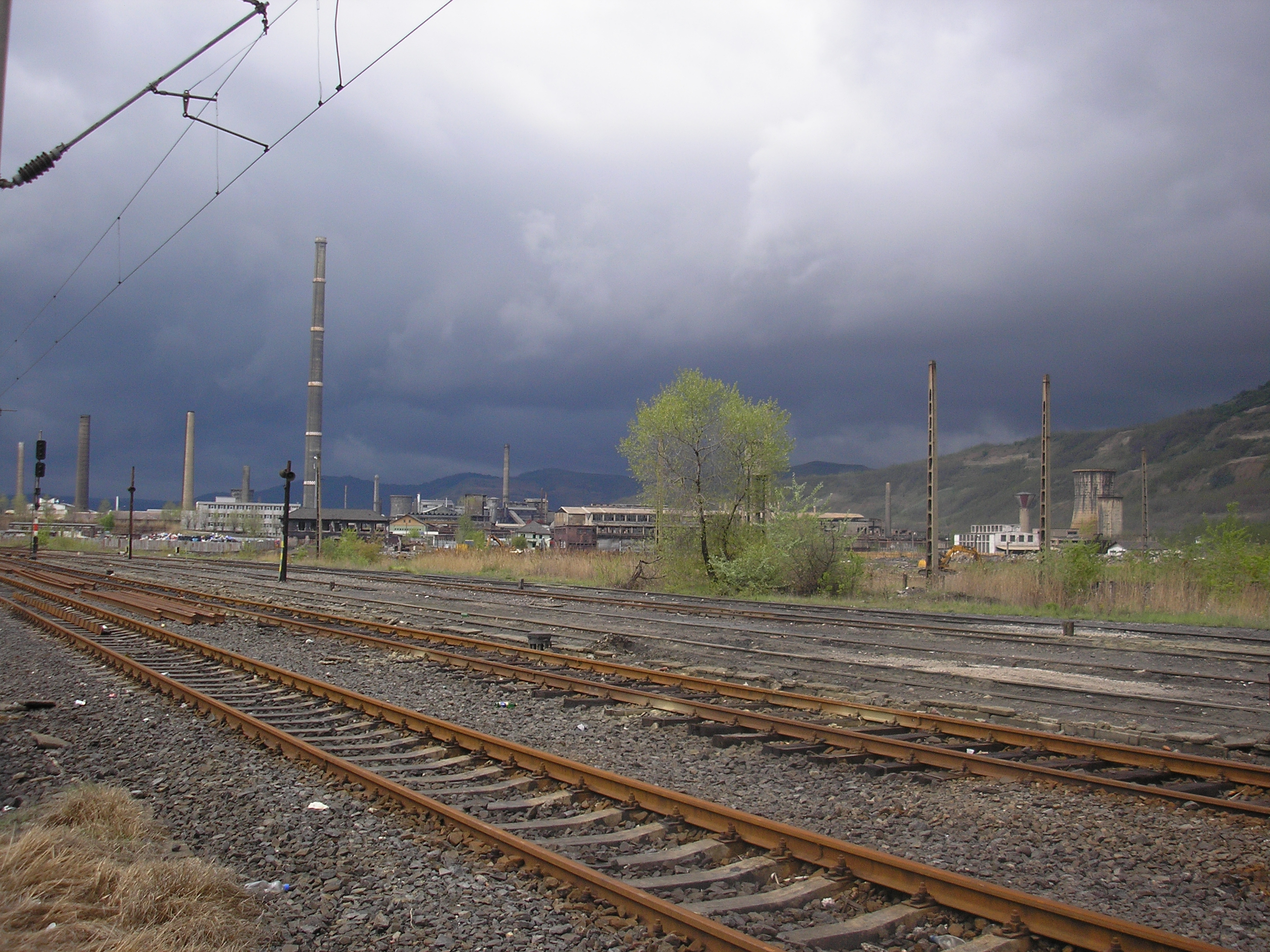
Vederea fabrici Sometra, de pe rețeaua feroviară din Copșa Mică

## Monumentul Eroilor Români din al Doilea Război Mondial
Monumentul este un obelisc ridicat în anul 1952 și se află amplasat pe Aleea Castanilor, lângă Primăria orașului. Monumentul este realizat din beton placat cu marmură. Pe această placă sunt încrustate o cască, o spadă și o frunză de laur. Obeliscul, înalt de 1,8 m, este împrejmuit cu un zid semirotund, iar pe o placă sunt înscriși eroii orașului din timpul celui de-al doilea război mondial.

## Personalități
- Nicolae Terchilă (1898 - 1983), preot ortodox, profesor universitar;
- Dan Tăpălagă (n. 1975), jurnalist;
- Ioana Ginghină (n. 1977), actriță.

## Primarii orașului
- 1996[11] - 2000 - Beniamin Joldiș, de la USD
- 2000[12] - 2004 - Coriolan Pop, de la PUR
- 2004[13] - 2008 - Daniel Tudor Mihalache, de la PNL
- 2008[14] - 2012 - Daniel Tudor Mihalache, de la PNL
- 2012[15] - 2016 - Daniel Tudor Mihalache, de la USL
- 2016[16] - 2020 - Daniel Tudor Mihalache, de la PNL

## Galerie de imagini

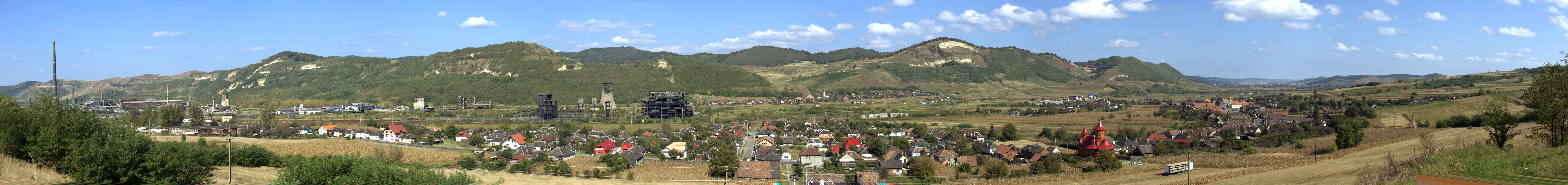
Panoramă octombrie 2010
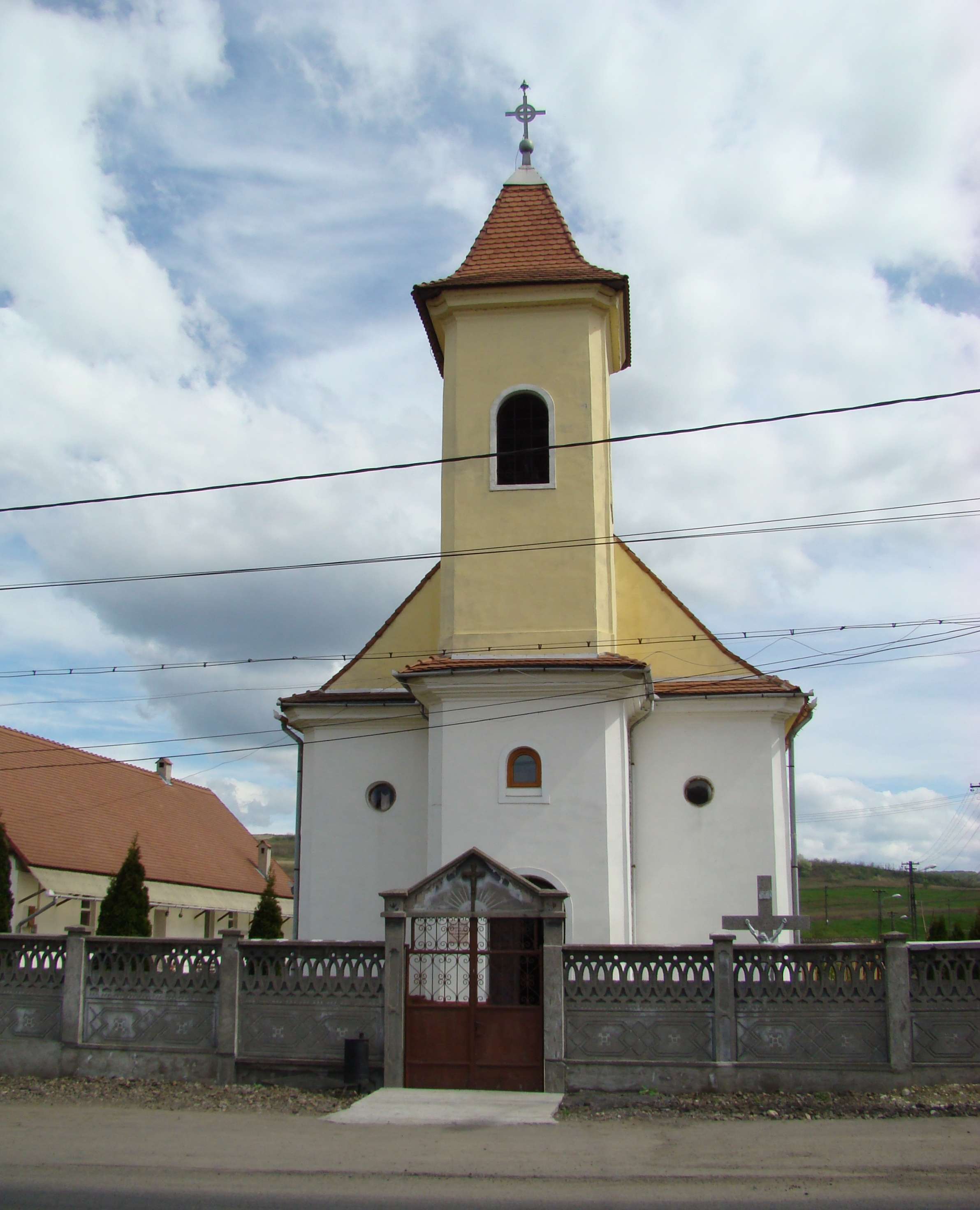
Biserica romano-catolică „Înălțarea Domnului" (monument istoric)
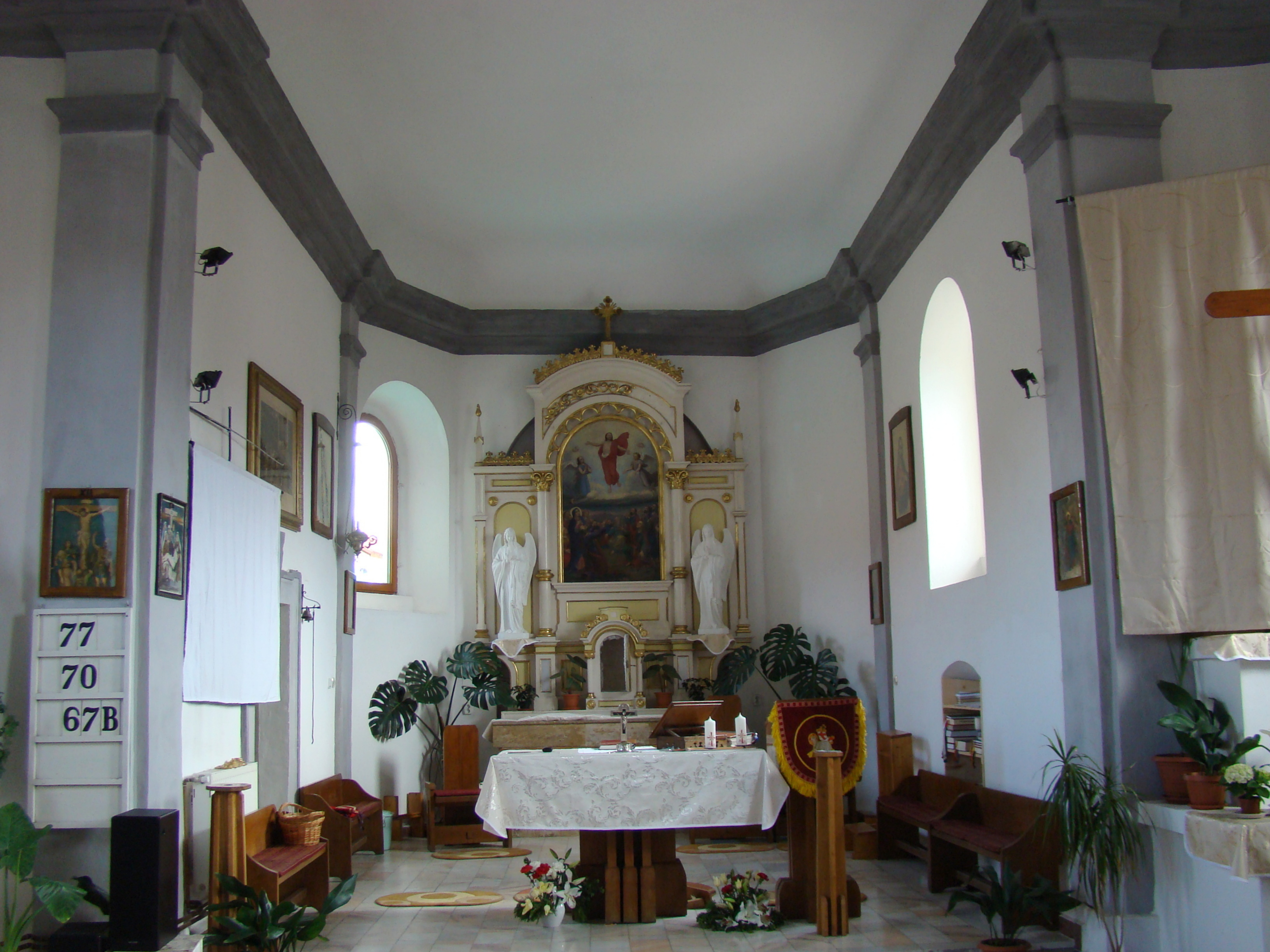
Nava spre altar
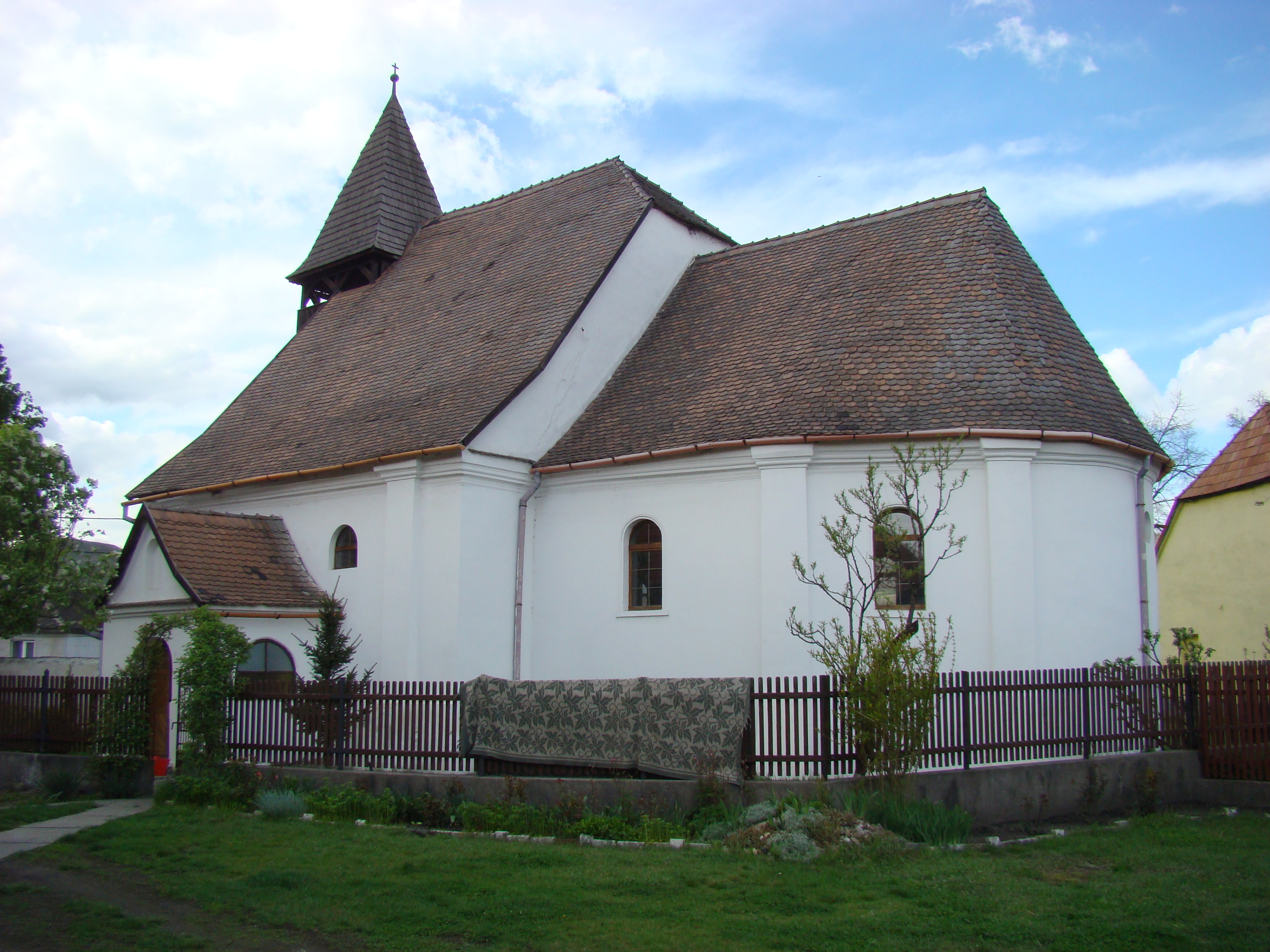
Biserica evanghelică maghiară (monument istoric)
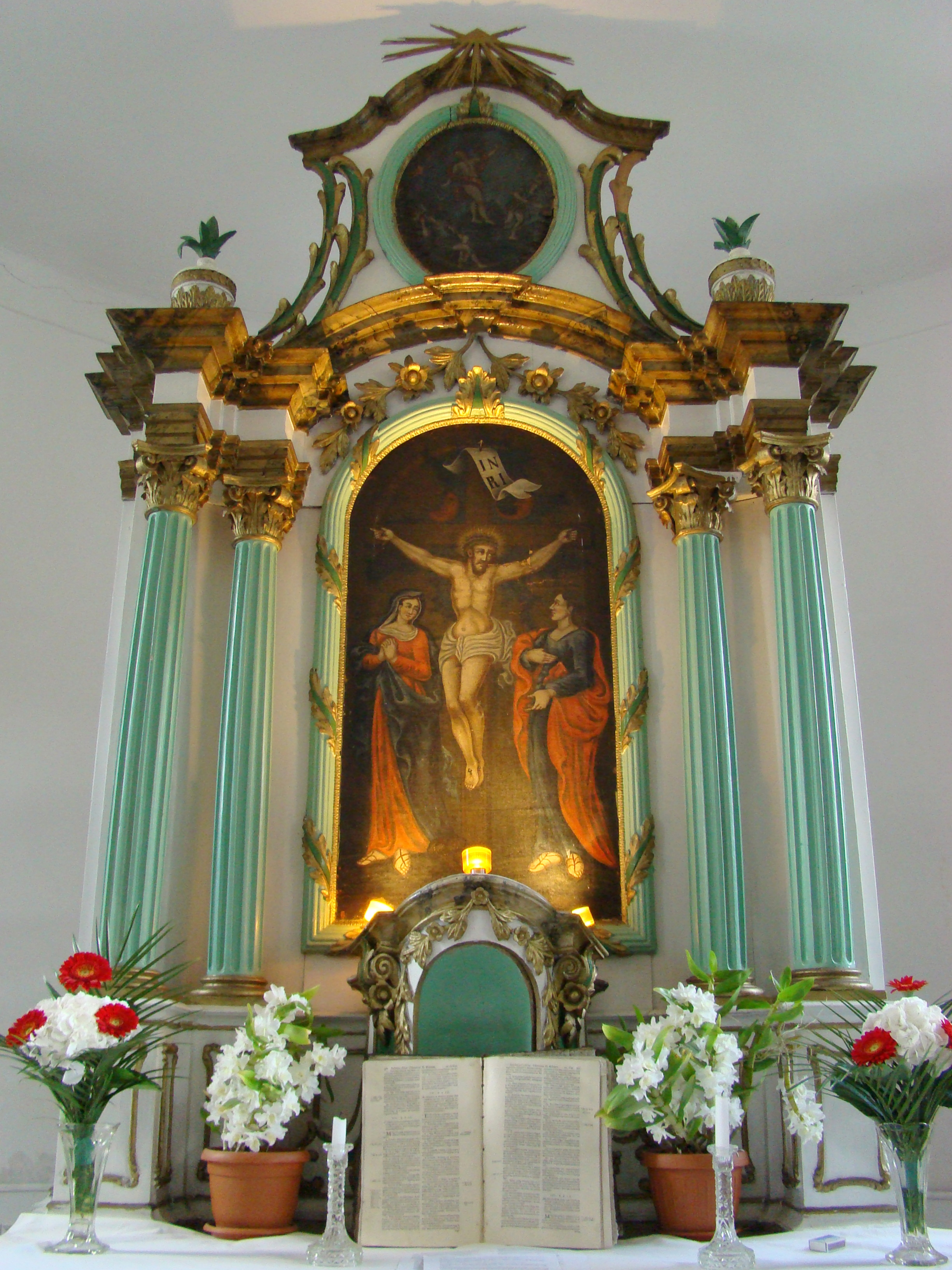
Altarul bisericii evanghelice
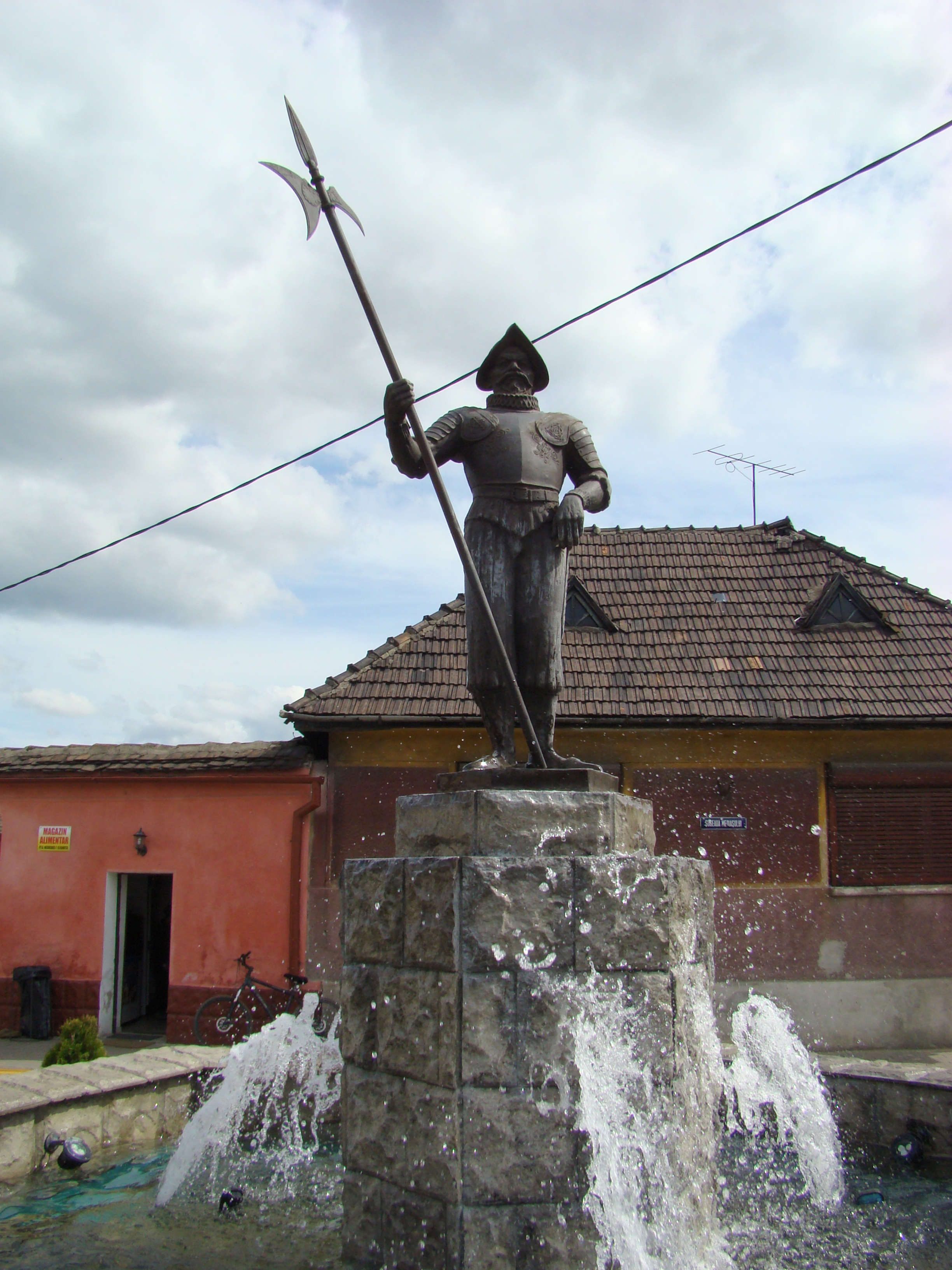
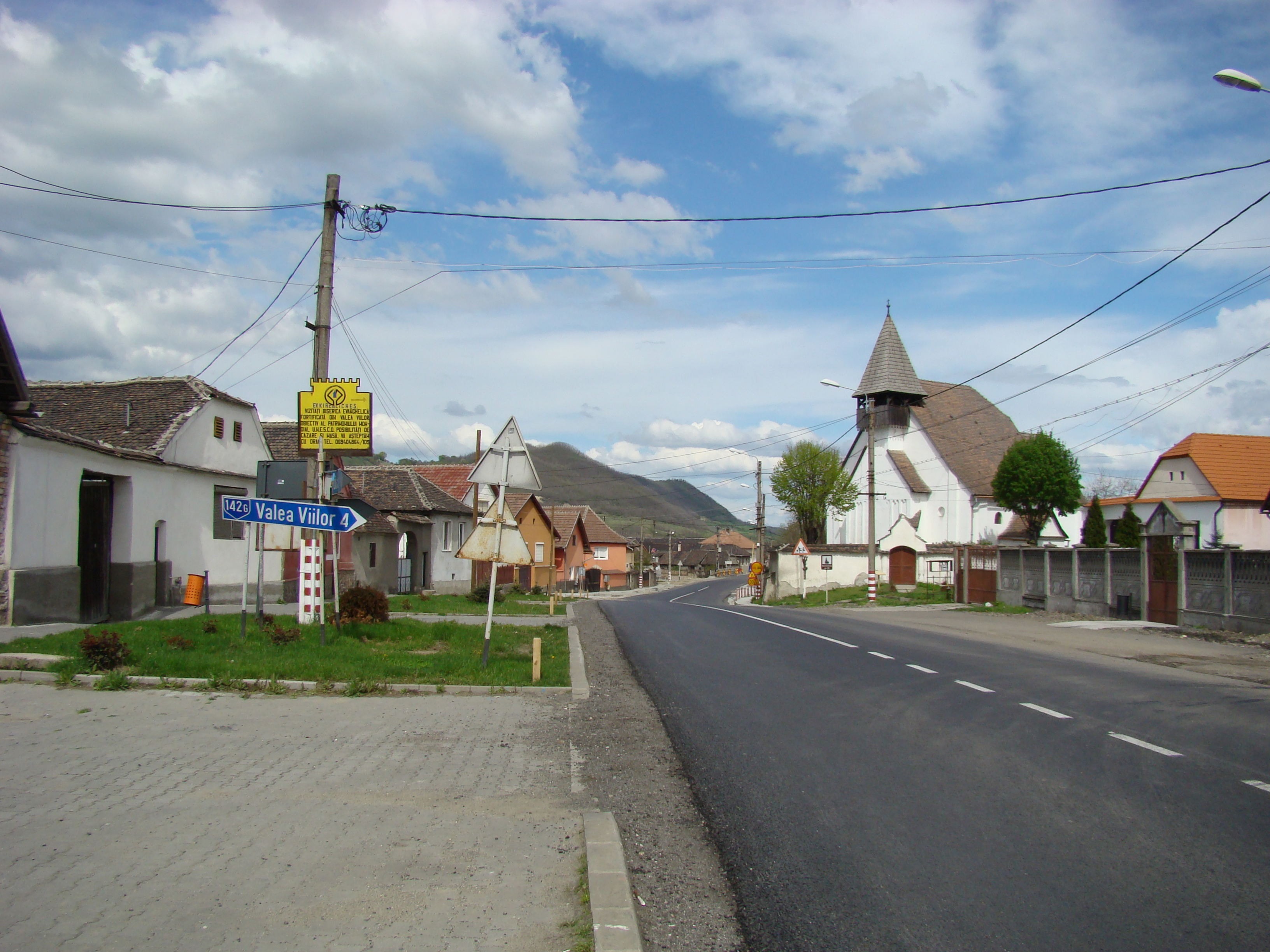
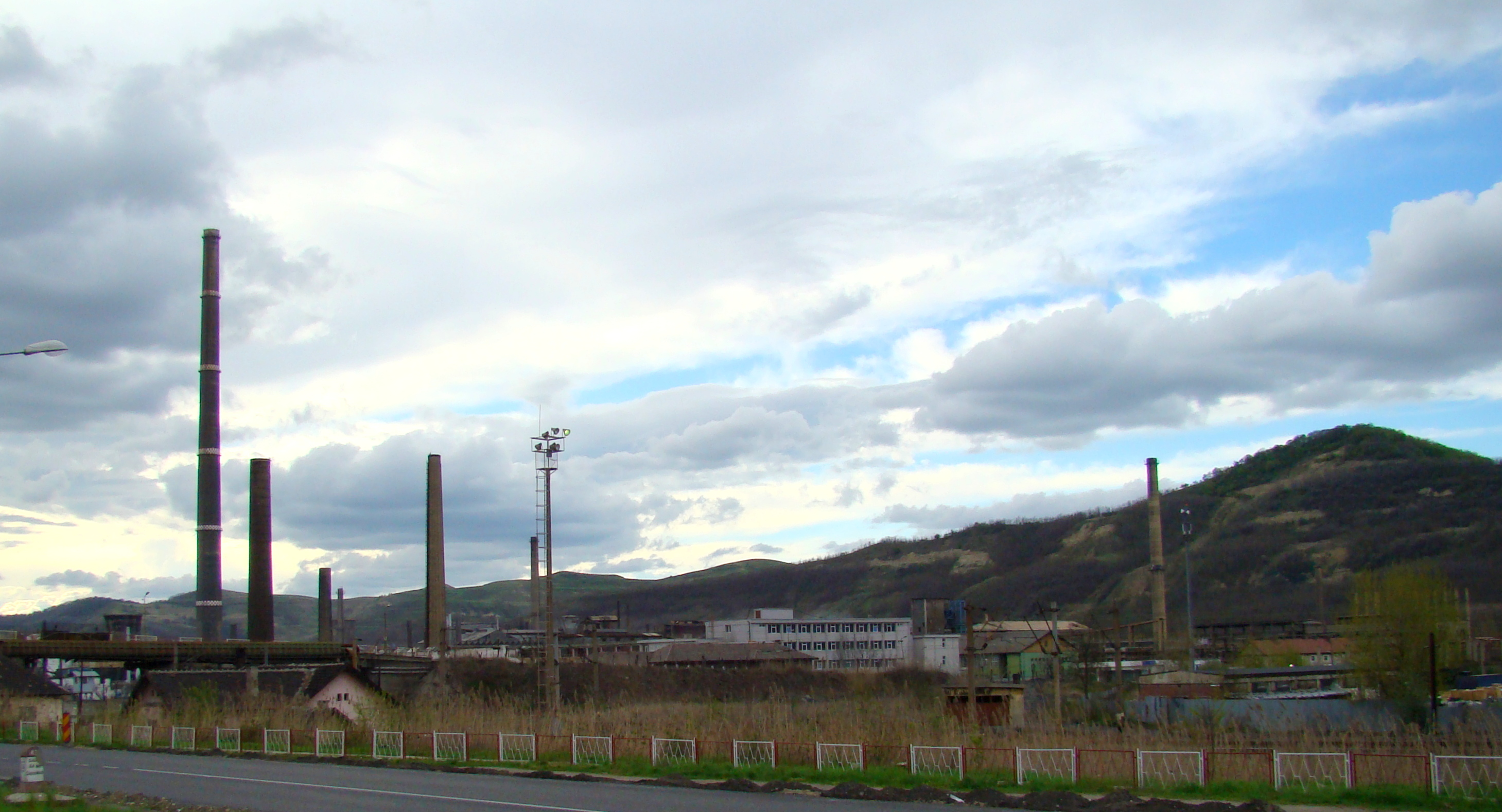
Platforma industrială Copșa Mică
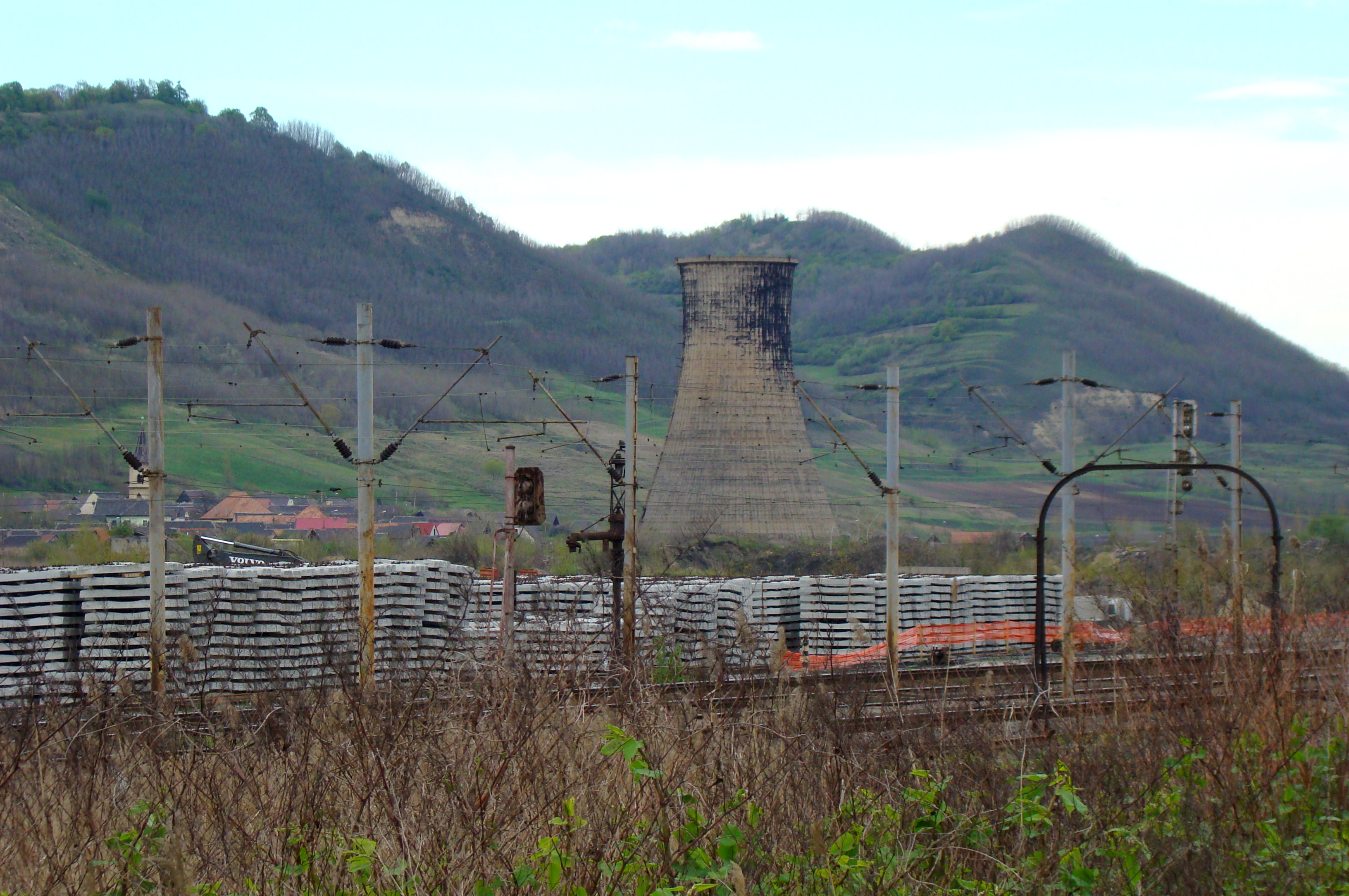
Platforma industrială Copșa Mică
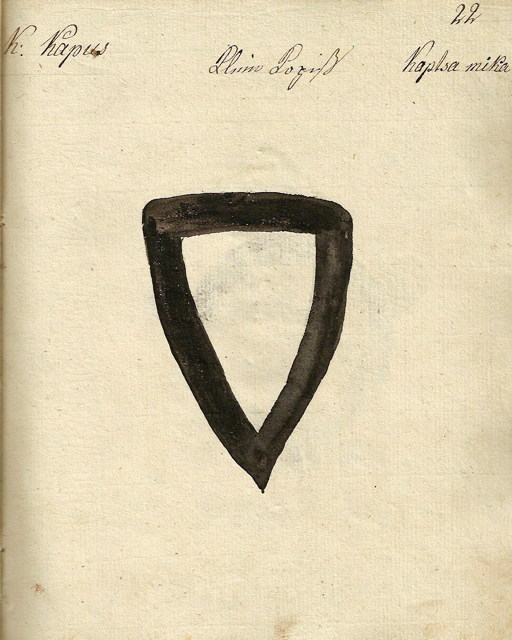
1826 - Danga pentru vitele din Copşa Mică